# ジョスラン1世 (エデッサ伯)
ジョスラン・ド・クルトネー（またはジョスラン1世、フランス語: Josselin Ier d'Édesse、1131年没）は、11世紀から12世紀にかけて第1回十字軍で活躍したエデッサ伯（在位：1119年 - 1131年）である。エデッサ伯国の最盛期を築き上げた伯爵として知られ、1115年から1131年にかけてガラリヤ公とテル・バシール領主も兼任した。ジョスランはムスリムとの戦の際に2度ほど捕虜となったものの、敗退をものともせずにイスラム諸侯と戦い続け、伯国の領土拡張に務めた。1131年にアレッポ北東部のムスリム側の砦を包囲中に崩落事故に巻き込まれて重傷を負い、その傷が原因で亡くなった。

## 生涯

### 1101年の十字軍参加と勢力拡大
ジョスランはクルトネー領主ジョスラン1世とモンテリ領主ギー1世の娘エリザベトとの間に生まれた。1101年にジョスランは十字軍遠征に参加し、従兄弟のルテル伯ボードゥアン傘下の指揮官の1人として従軍した。遠征後、ジョスランは褒賞としてテル・バシール領主に任命された。その後ジョスランは、ブロワ伯エティエンヌ2世の傘下に入り、エティエンヌ伯配下の諸侯の1人として戦役に参加した。しかし1104年、ハッラーンの戦いでセルジューク朝に敗れてムスリム軍の捕虜となってしまった。ジョスランの身柄はムスリムのマルディン領主イルガジの手に渡り、1107年に20,000ディナールの身代金と引き換えに解放された。
1113年より、ジョスランは自領の拡大に努め、テル・バシールを中心としてユーフラテス川西岸地域に勢力を拡大した。一方ユーフラテス川東岸地域やエデッサそのものはルテル伯ボードゥアン自身が統治していたが、この地域は絶えずセルジューク朝の攻撃に苛まされていた。そして同年、ジョスランはガラリヤ公の爵位授与のためにエルサレムに向かったが、その隙を狙ってボードゥアンはジョスランからテル・バシール領を収公した。

### エデッサ伯時代
1118年、エルサレム国王ボードゥアン1世が亡くなり、ルテル伯ボードゥアンがボードゥアン2世としてエルサレム王に即位した。この際、ボードゥアン1世の遺言に基づいてエルサレム王即位を目指していたボードゥアン1世の兄ブローニュ伯ウスタシュ3世とボードゥアン2世が対立した。テル・バシール領を巡ってボードゥアン2世に反発していたジョスランであったが、この時彼はボードゥアン2世の即位を支持したという。ボードゥアン2世はジョスランの支持に応え、褒賞としてエデッサ伯国を彼に与えた。これにより、ジョスランはジョスラン1世としてエデッサ伯に就任した。
1122年、エデッサ伯ジョスラン1世とビレジク領主ヴァレランはシュリュジュ近郊にてテュルク人諸侯ベレク・ガーズィーに捕虜として捕えられた。その後、カルプトに送還され、1123年4月に同様に捕えられていたボードゥアン2世とともに捕虜生活を送った。その後彼らは50人のアルメニア人によって救出された。このアルメニア人たちは商人に偽装してボードゥアンやジョスランが監禁されていた砦に潜入し、衛兵を殺害して彼らを救ったのであった。しかしその後すぐ、彼らが囚われていた砦はアルトゥク朝の大軍に包囲され、ジョスランはアルトゥク軍に支援を求めた。ボードゥアンはその後も砦に残ったものの、その後しばらくの間にアルトゥク軍に救出された。
その後エデッサに帰還したジョスラン1世は、伯領を拡大させ、1125年にはモースルのムスリム領主（en）と十字軍との戦争に参加し、アザーズでムスリム軍を撃破した。

### 死
1131年、ジョスランはアレッポ北東部の小規模なムスリムの砦を包囲していたが、包囲戦の最中に自軍の工兵が崩落事故を起こし、それに巻き込まれてジョスランは重傷を負った。この事故ののち、ジョスランはダニシュメンド朝領主ガーズィー・グムシュテギン率いるムスリム軍が十字軍のカイスン砦を包囲したという報告を受けた。ジョスラン1世の息子ジョスラン2世はガーズィーに対する攻撃を拒否したため、ジョスラン1世は重症の体を押してカイスン砦に向かって進軍を開始した。ジョスラン1世は担架に乗って進軍した。ジョスラン1世がカイスンに進軍しているとの報を受けたガーズィーは包囲を解き撤退した。ジョスラン1世は生涯で最後の戦いで勝利を挙げたのち、程なくして亡くなった。

## 結婚と子女
ジョスランはアルメニア人貴族ベアトリスと結婚した。ベアトリスはアルメニア公コンスタンディン1世の娘であった。ベアトリスは1119年に亡くなったが、ジョスランとベアトリスとの間には以下の子供が生まれた。
- ジョスラン2世（英語版）（1159年没）[1] - エデッサ伯

1122年、ジョスランはマリアと再婚した。マリアはリッカルド・ディ・サレルノの娘であり、またアンティオキア公国摂政ルッジェーロ・ディ・サレルノの姉妹であった。